# يسوكي موري
يسوكي موري (باليابانية: 森 勇介) (24 يوليو 1980 في شيزوكا في اليابان – )؛ هو لاعب كرة قدم ياباني سابق كان يلعب كمدافع.

## وصلات خارجية
- يسوكي موري على موقع رابطة كرة القدم اليابانية للمحترفين (اليابانية)
- يسوكي موري على موقع قاعدة بيانات كرة القدم.إي يو (الإنجليزية)
- يسوكي موري على موقع Soccerway.com (الإنجليزية)
- يسوكي موري على موقع عالم كرة القدم.نت (الإنجليزية)